# Аменхотеп I
Аменхотеп I је други фараон XVIII династије. Владао је Египтом од 1526. п. н. е. до 1506. п. н. е. Син Ахмосеа I и мајке, краљице Ахмозе-Нефертари. Имао је најмање два старија брата, Ахмосе-Анкха и Ахмосе Сапаира, и није се очекивало да ће он наследити престо. Међутим, између 8. и 17. године владавине Ахмосеа I и његове смрти, његов је престолонаследник умро те је Аменхотеп преузео власт. Владао је око двадесет и једну годину.
Наследио је царство створено очевима освајањима те је одржао доминацију над Нубијом и Делтом Нила, али вероватно није покушавао одржавати египатску власт над Сиријом и Палестином. Писане биографије двојице војника потврђују Аменхотепове ратове у Нубији где је и проширио границе.
Наставио је градити храмове у Горњем Египту. Rеволуционирао је дизајн загробних храмова оделивши свој гроб од загробног храма, што је било одступање од раније краљевске праксе, успоставивши тренд који ће се одржати касније кроз Ново краљевство.